# كال ميرفي
كال ميرفي هو لاعب كرة القدم الكندية كندي، ولد في 12 مارس 1932 في وينيبيغ في كندا، وتوفي في 18 فبراير 2012 في ريجاينا في كندا.